# Беорнвульф (король Мерсии)
Беорнвульф был королём Мерсии, сейчас эта территория в Англии называется Мидлендс, с 823 по 826 год. Его короткое правление ознаменовалось крахом превосходства Мерсии над другими королевствами англосаксонской гептархии.

## Биография
Человек по имени Беорнвульф упоминается как свидетель хартии короля Кенвульфа в 812 году и другой хартии короля того же короля в 823 году, но его позиция в каждой из этих хартий предполагает, что он не был исключительно высокого ранга. Беорнвульф сверг Кёлвульфа I в 823 году.
В 825 году Беорнвульф выступил в поход против Уэссекса. Армия Беорнвульфа встретила их в Элландуне (ныне Раутон близ Суиндона в Уилтшире). Битва закончилась катастрофическим поражением мерсийцев и рассматривается историками как конец так называемого мерсийского господства. В 826 году сын Эгберта из Уэссекса Этельвульф вторгся в Кент и изгнал его промерсийского короля Бальдреда.
На волне этих событий господство Мерсии в южной Англии быстро пошатнулось. Эссекс и Суссекс перешли на сторону Эгберта, и в том же году жители Восточной Англии попросили у Эгберта защиты от мерсийцев. Беорнвульф был убит жителями Восточной Англии в бою при попытке подавить восстание.
Беорнвульф восстановил аббатство Святого Петра (позже известно как Глостерский собор) и председательствовал на двух синодах в Клофешо (неизвестное место, предположительно недалеко от Лондона) вместе с архиепископом Кентерберийским Вульфредом  в 824 и 825 годах. Кентская хартия показывает, что 27 марта Беорнвульф всё ещё обладал властью в Кенте 826 – экземпляр S1267, изданный в эту дату, как говорит, идёт третий год правления Беорнвульфа. Монеты, отчеканенные во время правления Беорнвульфа, очень редки, известно всего около 25 экземпляров.

## Образ в кино
- «Викинги» (2013—2015) — Ирландия, Канада; в роли Беорнвульфа — Йен Битти.